# Elecciones seccionales de Ecuador de 2014
Las elecciones seccionales de Ecuador de 2014 se realizaron el 23 de febrero de 2014 para designar: 23 prefectos y viceprefectos, 221 alcaldes municipales, 1305 concejales y 4079 miembros de juntas parroquiales.

## Resultados
Las elecciones dieron como resultado la consolidación del movimiento oficialista Alianza PAIS como primera fuerza política nacional, aunque fue notoria su derrota en las alcaldías de las principales ciudades del país ante partidos de oposición.

### Prefecturas
| Partido / Movimiento                                 | Resultados 2009 | Resultados 2014 | + / - |
| ---------------------------------------------------- | --------------- | --------------- | ----- |
| Alianza País (PAIS)                                  | 9               | 10              | +1    |
| Movimiento de Unidad Plurinacional Pachakutik (MUPP) | 4               | 3               | -1    |
| Sociedad Unidad Más Acción (SUMA)                    | 0               | 2               | +2    |
| Movimiento Popular Democrático (MPD)                 | 1               | 2               | +1    |
| Partido Sociedad Patriótica 21 de Enero (PSP)        | 3               | 1               | -2    |
| Partido Avanza                                       | 0               | 1               | +1    |
| Creando Oportunidades (CREO)                         | 0               | 1               | +1    |
| Partido Social Cristiano (PSC)                       | 0               | 1               | +1    |
| Otros                                                | 6               | 2               | -4    |
| Total                                                | 23              | 23              | +0    |

Fuente: 

#### Elecciones provinciales por provincia
- Elecciones provinciales de Los Ríos de 2014
- Elecciones provinciales de Esmeraldas de 2014

### Alcaldías
| Partido / Movimiento                                    | Resultados 2009 | Resultados 2014 | + / - |
| ------------------------------------------------------- | --------------- | --------------- | ----- |
| Alianza País (PAIS)                                     | 72              | 68              | -4    |
| Partido Avanza                                          | 0               | 34              | +34   |
| Movimiento de Unidad Plurinacional Pachakutik (MUPP)    | 26              | 23              | -3    |
| Creando Oportunidades (CREO)                            | 0               | 18              | +18   |
| Sociedad Unidad Más Acción, SUMA (SUMA)                 | 0               | 15              | +15   |
| Partido Socialista-Frente Amplio (PSFA)                 | 3               | 15              | +12   |
| Partido Social Cristiano (PSC)                          | 9               | 11              | +2    |
| Partido Sociedad Patriótica 21 de Enero (PSP)           | 30              | 9               | -21   |
| Partido Roldosista Ecuatoriano (PRE)                    | 8               | 4               | -4    |
| Movimiento Popular Democrático (MPD)                    | 10              | 2               | -8    |
| Partido Renovador Institucional Acción Nacional (PRIAN) | 1               | 1               | +0    |
| Otros                                                   | 63              | 21              | -42   |
| Total                                                   | 221             | 221             | +0    |

Fuente:

#### Elecciones municipales por cantón
- Elecciones del Distrito Metropolitano de Quito de 2014
- Elecciones municipales de Santo Domingo de los Colorados de 2014
- Elecciones municipales de Guayaquil de 2014
- Elecciones municipales de Machala de 2014
- Elecciones municipales de Cuenca de 2014
- Elecciones municipales de Portoviejo de 2014
- Elecciones municipales de Azogues de 2014